# Chris Lebenzon
Chris Lebenzon (Redwood City, 29 ottobre 1957) è un montatore statunitense.

## Biografia
In attività dal 1976, Lebenzon venne nominato con l'Oscar al miglior montaggio per il film Top Gun nel 1986 e Allarme rosso nel 1995.

## Filmografia
- La vita segreta delle piante (The Secret Life of Plants), regia di Walon Green (1979)
- Wolfen, regia di Michael Wadleigh (1981)
- Il nido dell'aquila, regia di Philippe Mora (1984)
- La donna esplosiva (Weird Science), regia di John Hughes (1985)
- L'angelo e il diavolo (Death of an Angel), regia di Petru Popescu (1986)
- Top Gun, regia di Tony Scott (1986)
- Beverly Hills Cop II - Un piedipiatti a Beverly Hills II (Beverly Hills Cop II), regia di Tony Scott (1987)
- Il seme della gramigna (Weeds), regia di John D. Hancock (1987)
- Prima di mezzanotte (Midnight Run), regia di Martin Brest (1988)
- Revenge - Vendetta (Revenge), regia di Tony Scott (1990)
- Giorni di tuono (Days of Thunder), regia di Tony Scott (1990)
- Hudson Hawk - Il mago del furto (Hudson Hawk), regia di Michael Lehmann (1991)
- Batman - Il ritorno (Batman Returns), regia di Tim Burton (1992)
- Una strana coppia di svitati (Josh and S.A.M.), regia di Billy Weber (1993)
- Ed Wood, regia di Tim Burton (1994)
- Allarme rosso (Crimson Tide), regia di Tony Scott (1995)
- Mars Attacks!, regia di Tim Burton (1996)
- Con Air, regia di Simon West (1997)
- Armageddon - Giudizio finale (Armageddon), regia di Michael Bay (1998)
- Nemico pubblico (Enemy of the State), regia di Tony Scott (1998)
- Il mistero di Sleepy Hollow (Sleepy Hollow), regia di Tim Burton (1999)
- Fuori in 60 secondi (Gone in 60 Seconds), regia di Dominic Sena (2000)
- Pearl Harbor, regia di Michael Bay (2001)
- Planet of the Apes - Il pianeta delle scimmie (Planet of the Apes), regia di Tim Burton (2001)
- xXx, regia di Rob Cohen (2002)
- Mi chiamano Radio (Radio), regia di Michael Tollin (2003)
- Big Fish - Le storie di una vita incredibile (Big Fish), regia di Tim Burton (2003)
- Man of the House, regia di Stephen Herek (2005)
- La fabbrica di cioccolato (Charlie and the Chocolate Factory), regia di Tim Burton (2005)
- La sposa cadavere (Corpse Bride), regia di Tim Burton (2005)
- Déjà vu - Corsa contro il tempo (Déjà Vu), regia di Tony Scott (2006)
- Eragon, regia di Stefen Fangmeier (2006)
- Sweeney Todd - Il diabolico barbiere di Fleet Street (Sweeney Todd), regia di Tim Burton (2007)
- Pelham 123 - Ostaggi in metropolitana (The Taking of Pelham 123), regia di Tony Scott (2009)
- Alice in Wonderland, regia di Tim Burton (2010)
- Unstoppable - Fuori controllo (Unstoppable), regia di Tony Scott (2010)
- Dark Shadows, regia di Tim Burton (2012)
- Frankenweenie, regia di Tim Burton (2012)
- Maleficent, regia di Robert Stromberg (2014)
- Miss Peregrine - La casa dei ragazzi speciali (Miss Peregrine's Home for Peculiar Children), regia di Tim Burton (2016)
- Dumbo, regia di Tim Burton (2019)
- Uncharted, regia di Ruben Fleischer (2022)
- Ghosted, regia di Dexter Fletcher (2023)